# العلاقات الجيبوتية الناوروية
العلاقات الجيبوتية الناوروية هي العلاقات الثنائية التي تجمع بين جيبوتي وناورو.

## مقارنة بين البلدين
هذه مقارنة عامة ومرجعية للدولتين:
| وجه المقارنة                                              | جيبوتي                    | ناورو                          |
| --------------------------------------------------------- | ------------------------- | ------------------------------ |
| المساحة (كم2)                                             | 23.20 ألف                 | 21                             |
| عدد السكان (نسمة)                                         | 956.99 ألف                | 10.08 ألف                      |
| الكثافة السكانية (ن./كم²)                                 | 41.25                     | 48.00 ألف                      |
| العاصمة                                                   | جيبوتي                    | ضاحية يارين                    |
| اللغة الرسمية                                             | لغة فرنسية، اللغة العربية | اللغة الناورونية، لغة إنجليزية |
| العملة                                                    | فرنك جيبوتي               | دولار أسترالي                  |
| الناتج المحلي الإجمالي (بليون دولار)                      | 1.84 مليار                | 113.88 مليون                   |
| الناتج المحلي الإجمالي (تعادل القوة الشرائية) بليون دولار | 3.10 مليار                | 162.98 مليون                   |
| الناتج المحلي الإجمالي الاسمي للفرد دولار أمريكي          | 1.95 ألف                  | 9.83 ألف                       |
| الناتج المحلي الإجمالي للفرد دولار أمريكي                 | 3.27 ألف                  |                                |
| مؤشر التنمية البشرية                                      | 0.470                     |                                |
| رمز المكالمات الدولي                                      | +253                      | +674                           |
| رمز الإنترنت                                              | .dj                       | .nr                            |
| المنطقة الزمنية                                           | ت ع م+03:00               | ت ع م+12:00                    |

## منظمات دولية مشتركة
يشترك البلدان في عضوية مجموعة من المنظمات الدولية، منها:
| علم المنظمة | اسم المنظمة                                 | تاريخ انضمام جيبوتي | تاريخ انضمام ناورو |
| ----------- | ------------------------------------------- | ------------------- | ------------------ |
|             | يونسكو                                      | 31 أغسطس 1989       | 17 أكتوبر 1996     |
|             | الاتحاد البريدي العالمي                     | ?                   | ?                  |
|             | منظمة الشرطة الجنائية الدولية               | ?                   | ?                  |
|             | الأمم المتحدة                               | 20 سبتمبر 1977      | 14 سبتمبر 1999     |
|             | الاتحاد الدولي للاتصالات                    | 22 نوفمبر 1977      | 10 يونيو 1969      |
|             | منظمة حظر الأسلحة الكيميائية                | ?                   | ?                  |
|             | مجموعة دول أفريقيا والكاريبي والمحيط الهادئ | ?                   | ?                  |